# Dixonius
Dixonius — рід ящірок з родини геконових (Gekkonidae). Включає 16 видів, що поширені у Південно-Східній Азії.

## Таксономія
Рід був визначений у 1997 році міжнародною групою герпетологів (американець Аарон Метью Бавер, канадець Девід А. Гуд і південноафриканець Вільям Рой Бранч) у статті, присвяченій таксономічному перегляду родини Gecko, опублікованій у журналі Proceedings of the California Academy of Sciences. Типовим видом є Dixonius siamensis.

## Назва
Рід названо на честь американського герпетолога Джеймса Діксона (1928—2015).

## Види
- Dixonius aaronbaueri Ngo & Ziegler, 2009
- Dixonius dulayaphitakorum Sumontha & Pauwels, 2020[2]
- Dixonius fulbrighti Luu et al., 2023[3]
- Dixonius gialaiensis Luu et al., 2023[4]
- Dixonius hangseesom Bauer et al., 2004
- Dixonius kaweesaki Sumontha et al., 2017[5]
- Dixonius lao Nguyen et al., 2020[6]
- Dixonius mekongensis Pauwels et al., 2021[7]
- Dixonius melanostictus (Taylor, 1962)
- Dixonius minhlei Ziegler et al., 2016[8]
- Dixonius muangfuangensis Luu et al., 2023[4]
- Dixonius pawangkhananti Pauwels et al., 2020[9]
- Dixonius siamensis (Boulenger, 1899)
- Dixonius somchanhae Nguyen et al., 2021[10]
- Dixonius taoi Botov et al., 2015
- Dixonius vietnamensis Das, 2004